# Canolo
Canolo és un comune (municipi) de la Ciutat metropolitana de Reggio de Calàbria, a la regió italiana de Calàbria, situat a uns 70 km al sud-oest de Catanzaro i a uns 50 km al nord-est de Reggio de Calàbria. A 1 de gener de 2019 la seva població era de 699 habitants.
Canolo limita amb els municipis següents: Agnana Calabra, Cittanova, Gerace, Mammola i San Giorgio Morgeto.